# Sima (geologia)
Sima – wyróżniana w obrębie litosfery warstwa, której nazwa pochodzi od krzemu (Si) i magnezu (Mg), podścielającej warstwę zewnętrzną zwaną sialem.
Znajduje się 30–80 km pod kontynentami i 5–12 km pod oceanami. W jej skład wschodzi warstwa bazaltowa i perydotytowa. Ditlenek krzemu stanowi 48% simy, tritlenek diglinu 15%, po 11% tlenek wapnia i tlenki żelaza, a tlenek magnezu 9%.